# Robert Mathis
Robert Nathan Mathis (* 26. Februar 1981 in Atlanta, Georgia) ist ein ehemaliger US-amerikanischer American-Football-Spieler in der National Football League (NFL). Er spielte für die Indianapolis Colts, mit denen er den Super Bowl XLI gewann, als Linebacker.

## College
Mathis besuchte die Alabama Agricultural and Mechanical University und spielte für deren Mannschaft, die Bulldogs, College Football. In 39 Spielen erzielte er 221 Tackles, 44,0 Sacks, 3 Interceptions und 20 erzwungene  Fumbles.

## NFL
Beim NFL Draft 2003 wurde er in der 5. Runde als insgesamt 138. von den Indianapolis Colts ausgewählt. Bereits in seiner Rookie-Saison  kam er in allen Spielen zum Einsatz. Gemeinsam mit Dwight Freeney bildete er ein in der gesamten Liga für seinen Pass Rush gefürchtetes Verteidiger-Duo. Die beiden halten gemeinsam aber auch einzeln eine Reihe von Franchise- sowie auch Liga-Rekorden.
Er konnte mit den Colts den Super Bowl XLI gewinnen und wurde für seine herausragenden Leistungen sechsmal in Folge in den Pro Bowl berufen. 2013 war er der Spieler mit den meisten Sacks in der Regular Season (insgesamt 19,5) überhaupt.
Aufgrund einer Verletzung an der Achillessehne fiel er die komplette Spielzeit 2014 aus. Eine Sperre von vier Spielen wegen eines positiven Doping-Tests wurde somit hinfällig. Laut eigenen Aussagen hatten Medikamente zur Erhöhung der Zeugungsfähigkeit verbotene Substanzen enthalten.
Nach 13 Spielzeiten bei den Colts erklärte Mathis am  30. Dezember 2016 seinen Rücktritt vom aktiven Sport.